# Marburgvirus
Het marburgvirus is de veroorzaker van een ernstige en vaak dodelijke ziekte, die gepaard gaat met hevige bloedingen uit alle lichaamsopeningen.

## Verspreiding
Het zeldzame virus is verwant aan het ebolavirus: beide behoren tot de familie van filovirussen (Filoviridae). De door het marburgvirus veroorzaakte ziekteverschijnselen lijken sterk op de symptomen die door het ebolavirus worden veroorzaakt. Beide virussen zijn afkomstig uit dezelfde regio in Afrika: Oeganda en westelijk Kenia. De bron van het virus is een dierreservoir, het is een zoönose. In 2006 werd bekend dat een buitenproportioneel groot aantal lijders was geassocieerd met grotten en mijnen, wat deed vermoeden dat de natuurlijke gastheer van het virus in een dergelijke omgeving zou moeten leven. Een team van onderzoekers uit de Verenigde Staten en Gabon ontdekte het virus kort daarna in de fruitetende vleermuizensoort Nijlroezet (Rousettus aegyptiacus).

## Structuur
De structuur van het virus is karakteristiek voor filovirussen, met lange draadachtige virusdeeltjes die een constante diameter hebben maar die sterk in lengte variëren (800–1400 nm). De virusdeeltjes bevatten 7 bekende eiwitketens. Hoewel het marburgvirus sterk lijkt op het ebolavirus, treedt er geen kruisimmuniteit op: de twee virussen activeren twee verschillende antilichamen.

## Geschiedenis

### Ontdekking
Het marburgvirus was het eerste filovirus dat werd ontdekt. Het virus werd voor het eerst beschreven in 1967, toen 37 personen ziek werden in de Duitse steden Marburg en Frankfurt am Main en in Belgrado (Joegoslavië). Het werd veroorzaakt door besmette, Afrikaanse groene meerkatten (Cercopithecus aethiops) uit Oeganda, die werden gebruikt voor het ontwikkelen van vaccins tegen polio. De apen waren ingevoerd door Behringwerke, een Marburgse onderneming, opgericht door de eerste Nobelprijswinnaar voor de Geneeskunde, Emil Adolf von Behring. De onderneming, die toentertijd onderdeel was van Hoechst, later van Dade Behring en daarna van Siemens, was oorspronkelijk opgericht voor het ontwikkelen van sera tegen tetanus en difterie.

### Recente uitbraken/gevallen
Uitbraken van deze ziekte zijn bekend in 1967, 1975, 1980, 1987, 1998, 2000, 2004, 2005, 2022, 2023 en 2024.
Een uitbraak in de naburige Democratische Republiek Congo tussen 1998 en 2000 eiste 123 levens. Een grotere uitbraak in Congo in 2000 eiste in drie weken tijd 140 slachtoffers.
De uitbraak van het marburgvirus eind 2004 begon in het noorden van Angola en eiste tot en met 17 mei 2005 311 levens bij 337 vastgestelde besmettingen. Buiten de provincie Uíge waren op dat moment al vijf weken geen nieuwe besmettingen vastgesteld. In augustus 2021 was er één besmetting in Guinee.
De uitbraak van juli 2022 vond plaats in Ghana en werd bevestigd bij 2 slachtoffers.
Er zijn epidemiologen die de hypothese hebben geopperd dat de Zwarte Dood die in de Middeleeuwen in Europa heerste en die sinds ca. 1900 altijd aan de pestbacil is toegeschreven, wellicht helemaal niet door deze bacterie is veroorzaakt, maar door een filovirus. Hiervoor zijn zeker ook argumenten te vinden. Dat het het marburgvirus zelf geweest zou kunnen zijn, lijkt echter onwaarschijnlijk, omdat de incubatietijd waarschijnlijk langer was.
In 2008 overleed een Nederlandse vrouw aan het virus. Zij had het waarschijnlijk opgelopen door contact met een vleermuis bij een bezoek aan een grot. Mensen die met haar in contact zijn geweest zijn door het RIVM nauwlettend in de gaten gehouden. Er werd geen verdere besmetting geconstateerd.
Op 2014 werd een nieuw dodelijk slachtoffer van het marburgvirus gerapporteerd in Oeganda. Het slachtoffer was een 30-jarige radioloog, werkzaam bij een ziekenhuis in Kampala. Hij overleed op 28 september aan de gevolgen van het virus. 80 andere personen werden uit voorzorg in quarantaine geplaatst.
In augustus 2021 viel er in Guinee een dode ten gevolge van het virus.
In februari 2023 kostte een uitbraak van het virus het leven aan negen mensen in Equatoriaal-Guinea. Vermoedelijk zestien anderen raakten besmet. Het jaar erop eiste het virus dodelijke slachtoffers in Rwanda.

## Symptomen
De diagnose van het marburgvirus is lastig te stellen, omdat de ziekteverschijnselen aanvankelijk lijken op die van andere besmettelijke ziekten, zoals griep, malaria en vlektyfus.
De ziekte heeft een incubatietijd van twee tot tien dagen. Hierna volgen plotseling optredende koorts, hoofdpijn en spierpijn. Binnen een week ontwikkelt zich een maculopapulaire huiduitslag (huiduitslag met vlekken en knobbeltjes) gevolgd door braken, pijn in de borst, buikpijn en diarree. De ziekte kan vervolgens steeds ernstiger worden en gepaard gaan met geelzucht, een delirium, gestoorde leverfunctie en omvangrijke bloedingen. Herstel van de ziekte duurt lang, er kunnen nog zwelling van de teelballen, terugkerende hepatitis en ontstekingen van het ruggenmerg, de ogen of de speekselklieren optreden.

## Mortaliteit
De ziekte heeft een zeer hoge mortaliteit, die - afhankelijk van de beschikbare medische zorg - wordt geschat tussen de 25% en 92%.

## Biologische oorlogsvoering
In de jaren 80 experimenteerde de toenmalige Sovjet-Unie met het geschikt maken van het marburgvirus voor biologische oorlogsvoering. Dankzij Ken Alibek (voorheen Kanatjan Alibekov), een Sovjet-wetenschapper die in 1992 naar de Verenigde Staten overliep, is meer bekend geworden over de Sovjet-activiteiten op dit gebied. Hij was de eerste onderdirecteur van Biopreparat, de organisatie die zich bezighield met het ontwikkelen van biologische wapens. Wetenschappers van Biopreparat ontdekten dat, in aerosolvorm, er slechts een paar virusdeeltjes nodig waren voor het infecteren van een slachtoffer. Ze onderzochten verder hoe dit virus met een intercontinentale raket van het type SS-18 ingezet kon worden tegen bevolkingscentra in NAVO-gebied. Nadat een van de wetenschappers, dr. Nikolai Ustinov, zichzelf per ongeluk geïnjecteerd had met Marburg, konden zijn collega's uit zijn stoffelijk overschot een nog dodelijkere versie van het virus isoleren en cultiveren. Deze werd variant U genoemd naar dr. Ustinov. Volgens Alibek waren de Sovjets in 1991 zover dat ze Marburg-variant U in grote hoeveelheden konden produceren. Volgens de plannen zouden dan tien afzonderlijk richtbare, met Marburg U geladen koppen op de genoemde raketten geplaatst worden die daarna in het operationele arsenaal van de Sovjets zouden worden opgenomen. Sinds het vertrek van Ken Alibek is weinig tot niets meer bekend over de status van het huidige Russische onderzoek naar en/of ontwikkeling van biologische wapens.